# Araucaria laubenfelsii
Araucaria laubenfelsii (Араукарія Лаубенфеля) — вид хвойних рослин родини араукарієвих.

## Поширення, екологія
Вид зосереджений у південних ультраосновних масивах Grand Terre, Нова Каледонія на висотах від 400 до 1300 м.

## Морфологія
Стовпчасте дерево 10–50 м заввишки, гілки щільні й широкі. Кора сіра, відлущуючись в тонкі смужки або нерегулярні луски. Молоді листки розлогі, голчасті, не пласкі, вершина вигнута, 10–15 мм довжиною. Дорослі листки лускоподібні, трикутні, на вершині загострені і увігнуті, жилки помітні, 1,2–2 см довжиною 8–10 мм шириною. Чоловічі шишки циліндричні, вигнуті, 12–15 см довжиною 22–28 мм шириною, мікроспорофіли трикутні. Жіночі шишки кулясті, 10–12 см в довжину і 8–9 см шириною. Насіння до 3 см довжиною, крила закруглені, горішок широкий.

## Загрози та охорона
Відкриті гірничі роботи і пов'язані з ним заходи (напр. будівництво доріг), пожежі й прив'язані до них фрагментації становлять головну загрозу. Більшість південних груп населення перебувають в межах охоронних територій.